# Raniero Cantalamessa
Raniero Cantalamessa (Colli del Tronto, Italija, 22. srpnja 1934.) talijanski je katolički kardinal i franjevac kapucin.

## Životopis
Rođen je 1934. godine. Teologiju je studirao na Sveučilištu u Fribourgu u Švicarskoj, a klasičnu književnost na Katoličkom sveučilištu u Milanu. Za svećenika je zaerđen 1958. godine. Predavao je povijest kršćanstva i bio predstojnik Odjela za religijske znanosti na Katoličkom sveučilištu u Milanu. Bio je član Međunarodne teološke komisije i katoličke delegacije za dijalog s Pentekostalnim Crkvama.
Godine 1980. papa Ivan Pavao II. imenovao ga je propovjednikom u Papinskom domu, a na tome mjestu potvrdili su ga i papa Benedikt XVI. 2005. i papa Franjo 2013. godine. Često je pozivan da govori u mnogim zemljama diljem svijeta, kako katoličkoj tako i protestantskoj publici. Nositelj je nekoliko počasnih doktorata.
Osim svojih ranih znanstvenih radova o patristici, Uskrsu u ranom kršćanstvu i srodnim temama, objavio je brojne knjige o duhovnosti, plod svog propovijedanja Papinskom domu, koje su prevedene na više stranih jezika.
Od 2009. godine, kada nije angažiran u propovijedanju, živi u pustinjačkoj kući, u Cittaducaleu, služeći maloj zajednici redovnica u samostanu.
Kardinalom ga je proglasio papa Franjo u konzistoriju od 28. studenoga 2020. godine.

## Djela
Naslovi dostupni na hrvatskom jeziku
- Riječ i život : propovijedi za nedjelje i blagdane : godina C (1982.)[1]
- Riječ i život : propovijedi za nedjelje i blagdane : godina A (1983.)[2]
- Riječ i život : propovijedi za nedjelje i blagdane : godina B (1984.)[3]
- Duh sveti u Isusovu životu : otajstvo pomazanja (1985.)[4]
- Euharistija : naše posvećenje : misterij Večere (1988.)[5]
- Otajstvo Božića : komentar evanđeoskih hvalospjeva »Veliča«, »Slava«, i »Sad otpuštaš« (1989.)[6]
- Kliči, kćeri Sionska (1991.)[7]
- Vazmeno otajstvo : božja i čovjekova Pasha u Bibliji (1994.)[8]
- Otajstvo Duhova (1994.)[9]
- Hvalospjev Duha : razmišljanja o himnu »O dođi Stvorče« (1998.)[10]
- Život u Kristovu gospodstvu (2000.)[11]
- Bacite mreže : razmišljanja o evanđelju - "A" : od 2. nedjelje kroz godinu do Cvjetnice (2001.)[12] (elektroničko izdanje  Arhivirana inačica izvorne stranice od 22. prosinca 2021. (Wayback Machine))
- Bacite mreže : razmišljanja o Evanđelju -"A" : od Uskrsa do 13. nedjelje kroz godinu (2002.)[13] (elektroničko izdanje  Arhivirana inačica izvorne stranice od 22. prosinca 2021. (Wayback Machine))
- Bacite mreže : razmišljanja o Evanđelju : XXII.-XXXIV. nedjelja kroz god. "A"; došašće "B" i Božićno vrijeme (2002.)[14] ([neaktivna poveznica])
- Djevičanstvo (2006.)[15]
- Riječ i život (2007.)[16] (elektroničko izdanje  Arhivirana inačica izvorne stranice od 22. prosinca 2021. (Wayback Machine))
- Riječ i život (I) (2008.)[17] (elektroničko izdanje  Arhivirana inačica izvorne stranice od 22. prosinca 2021. (Wayback Machine))
- Riječ i život (II) (2008.)[18] (elektroničko izdanje  Arhivirana inačica izvorne stranice od 22. prosinca 2021. (Wayback Machine))
- Riječ i život (III) (2008.)[19] (elektroničko izdanje  Arhivirana inačica izvorne stranice od 22. prosinca 2021. (Wayback Machine))
- Riječ i život (IV) (2008.)[20] ([neaktivna poveznica])
- Riječ i život (I) (2009.)[21] (elektroničko izdanje  Arhivirana inačica izvorne stranice od 22. prosinca 2021. (Wayback Machine))
- Riječ i život (II) (2009.)[22] ([neaktivna poveznica])
- Riječ i život (III) (2009.)[23] ([neaktivna poveznica])
- Ovo je tijelo moje : euharistija u svjetlu himana »Klanjam ti se smjerno« i »Zdravo tijelo« (2009.)[24]

## Vanjske poveznice
Mrežna mjesta
- www.cantalamessa.org, službeno mrežno mjesto